# Худякова (Иркутская область)
Худяко́ва (часто используется ошибочное название — Худяко́во) — деревня в Иркутском районе Иркутской области России. Входит в Ушаковское муниципальное образование.

## Этимология
Название происходит от реки Худякова, около которой расположена деревня.

## История
Деревня основана на землях Знаменского женского монастыря.
2 апреля 1920 на основании постановления Иркутского губземотдела на землях, принадлежащих монастырю в деревне Худякова, был основан совхоз молочно-овощного направления, с пасекой и питомником для птиц и кроликов. Базой совхоза стали реквизированные 29 племенных коров, 8 телят, 1 племенной бык-производитель, 5 овец, 1 баран и 4 племенных свиньи, а также все жилые и хозяйственные постройки.

## География
Находится на Голоустненском тракте (региональная автодорога 25К-010 Иркутск — Большое Голоустное), в 9,5 километрах к востоку от центра сельского поселения, села Пивовариха, на речке Худякова, в 1 километре к югу от места её впадения в реку Ушаковку.
Улицы:
- ул. Евсеевская
- ул. Весенняя
- ул. Кедровая
- ул. Черёмуховая
- ул. Ключевая
- ул. Южная
- ул. Депутатская
- ул. Восточная
- ул. Родниковая

Ближайшие населённые пункты: 
- Пивовариха (10 км)
- Плишкино (15 км)
- Поливаниха (29 км)

## Климат
Преобладает резко континентальный климат. Зимой температура воздуха может достигать − 50°C. Летом — до + 40 °C. Часты ветры и осадки. Влажность воздуха высокая. Атмосферное давление достигает 770 мм. рт. ст.

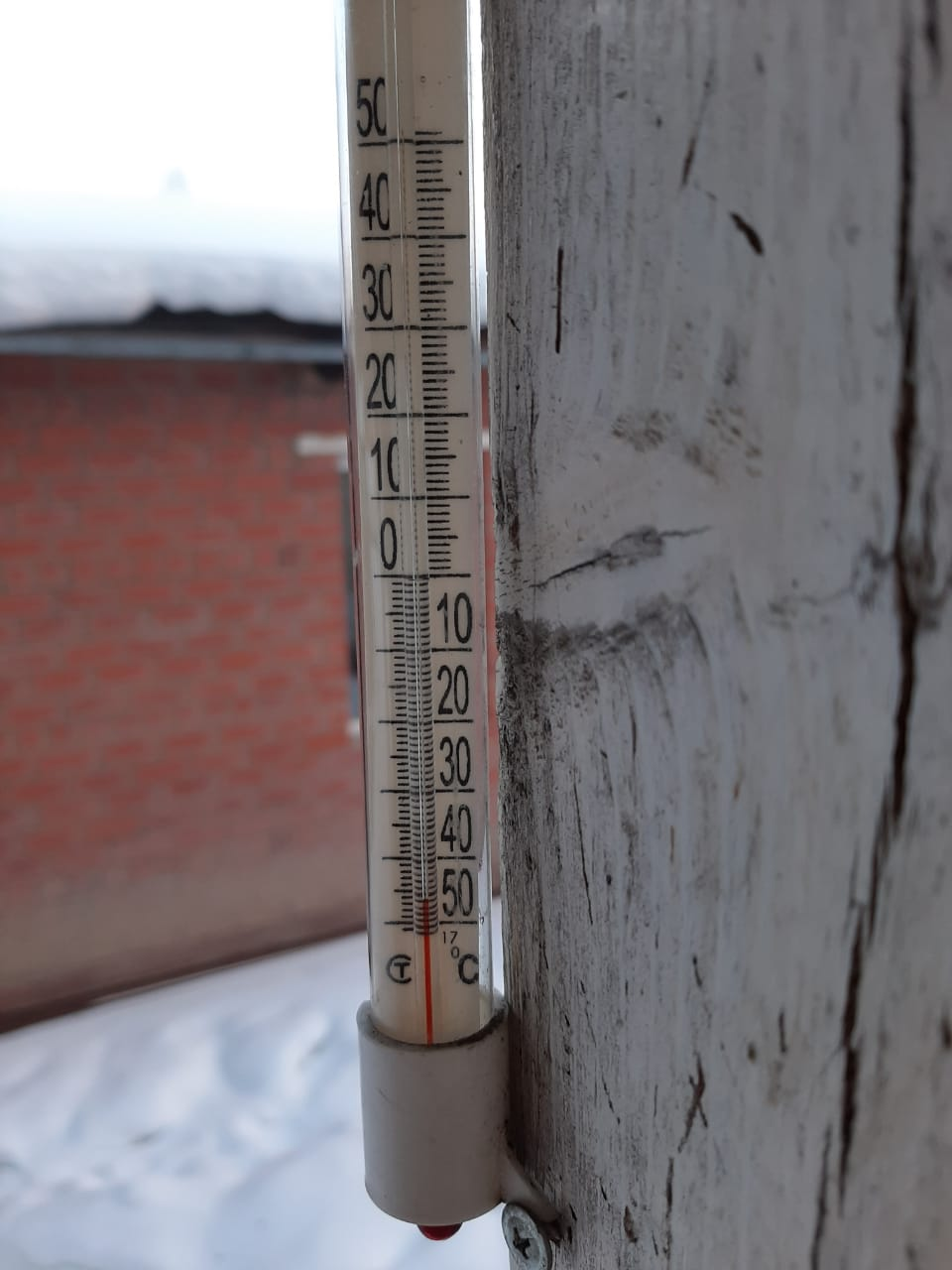
23 января 2023 года температура в деревне Худякова достигала почти −50℃

## Транспорт

### Остановка Худякова

#### Автобусы
- 421 (СНТ «Скиф» — Софьи Перовской)
- 533 (Автовокзал — Водонапорная башня)

#### Маршрутки
- 420 (Горячий Ключ — Софьи Перовской)

## Население
| 2002 | 2010 | 2011 | 2012 |
| ---- | ---- | ---- | ---- |
| 77   | ↗530 | ↗534 | ↗556 |

По данным Всероссийской переписи, в 2010 году в деревне проживало 530 человек (274 мужчины и 256 женщин).

## Торговля

### Магазины
- Супермаркет.
- Магазин хозяйственных и строительных товаров.
- Магазин продуктов.

Некоторые местные жители продают яйца, молоко, мёд, ягоды и др.

## Связь
В деревне осуществляется эфирное вещание шести аналоговых каналов.
Территория покрыта мобильными сетями «GSM» «CDMA» двух операторов связи (МТС, БВК).
Таксофоны отсутствуют.

## Интернет

### Доступные интернет-провайдеры
- Сибком
- Байкал телепорт
- Мир антенн
- ХайЛинк

## Туризм
Недалео от деревни находятся Худяковские родники и река Ушаковка, пользующиеся большой популярностью у туристов. От села Пивоварихи до Худякова устраиваются велосипедные прогулки.

## Достопримечательности
- Река Ушаковка — река, правый приток Ангары.
- Родники горы Весёлой — месторождение природной питьевой воды.

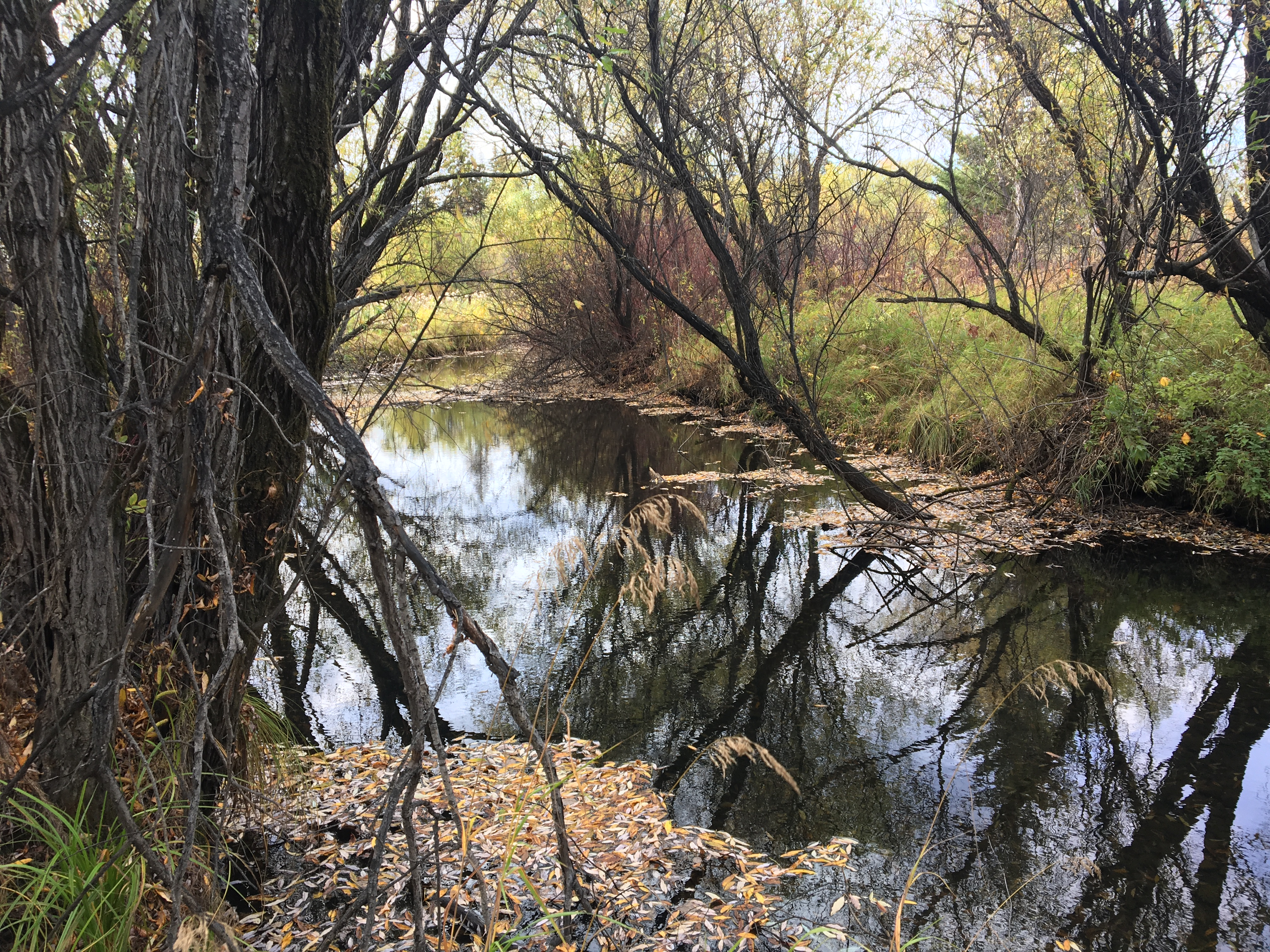
Ушаковка

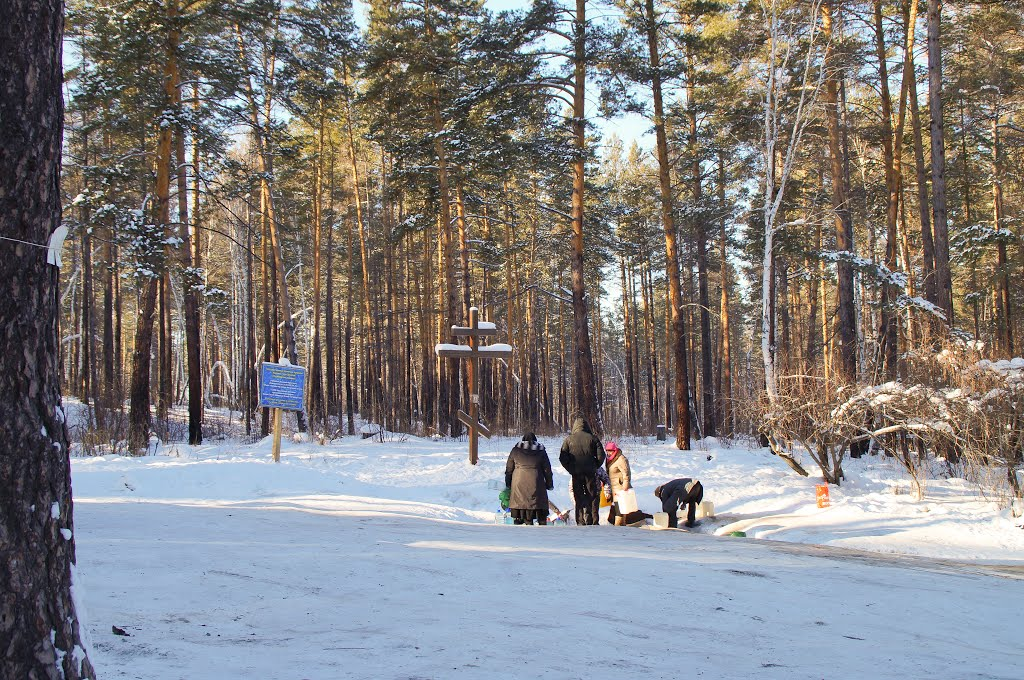
Родники горы Весёлой